# Jabłoń
Jabłoń ist ein Dorf im Powiat Parczewski der Woiwodschaft Lublin in Polen. Der Ort mit etwa 1250 Einwohnern ist Sitz der gleichnamigen Landgemeinde mit etwa 3900 Einwohnern.

## Geschichte
Jabłoń war ein Landsitz der Grafenfamilie Zamoyski, die dort zwei Schlösser errichteten. Von 1975 bis 1998 gehörte das Dorf zur Woiwodschaft Biała Podlaska.

## Gemeinde
Die Landgemeinde Jabłoń hat eine Fläche von nahezu 111 km² und besteht aus 11 Dörfern mit jeweils einem Schulzenamt. Eine weitere Ortschaft der Gmina ist die Waldsiedlung Jabłoń (leśniczówka), sie liegt östlich des Dorfs in einem größeren Waldgebiet.

## Persönlichkeiten
- August Zamoyski (1893–1970), polnischer Bildhauer.

## Denkmalgeschützte Sehenswürdigkeiten
- Pfarrkirche św. Tomasza z Villanowy mit Pfarrhaus und altem Friedhof
- Das heutige Schloss wurde, nach einem älteren Schloss, 1904/05 nach Vorbild englischer Landhäuser im neugotischen Stil errichtet.

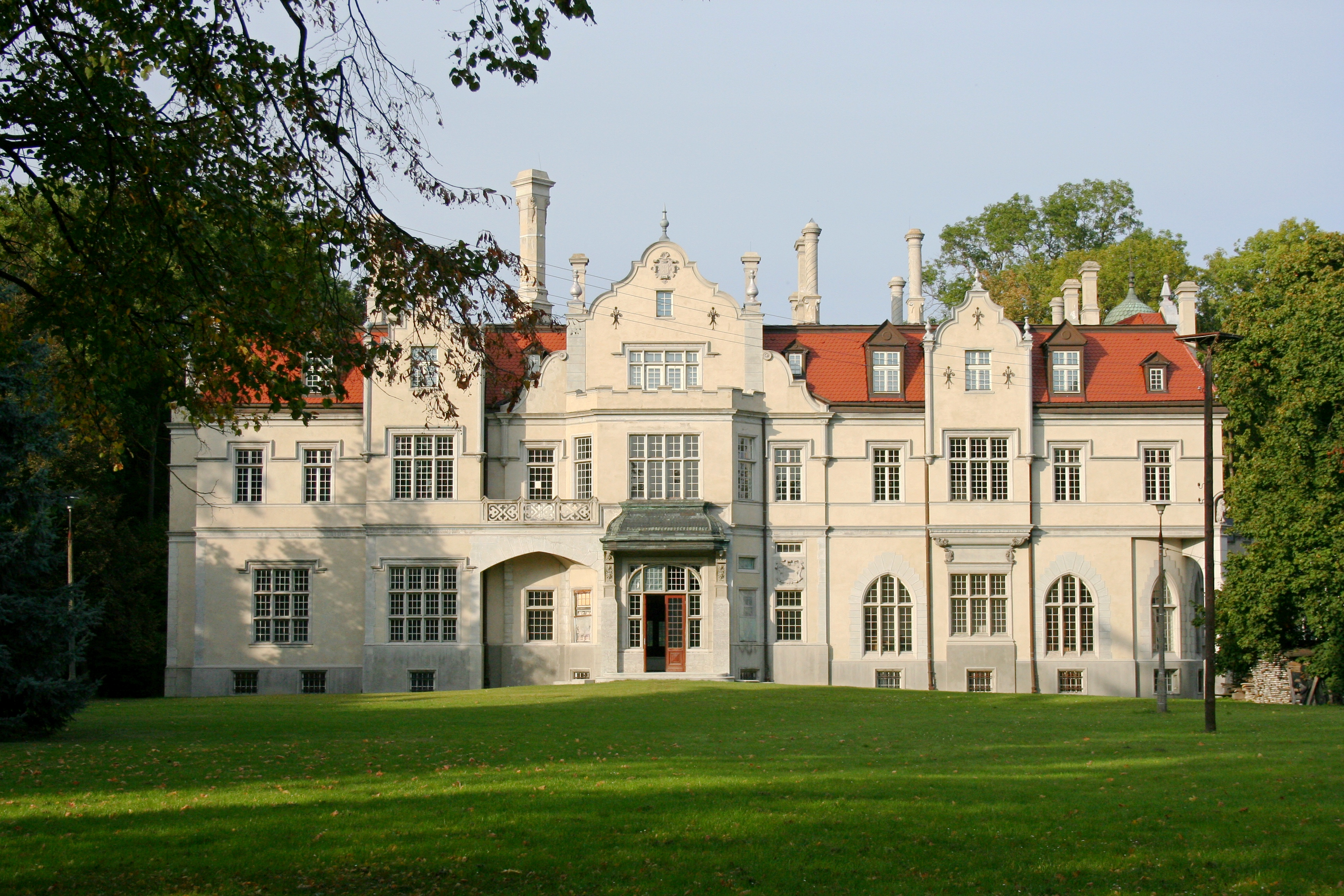
Schloss
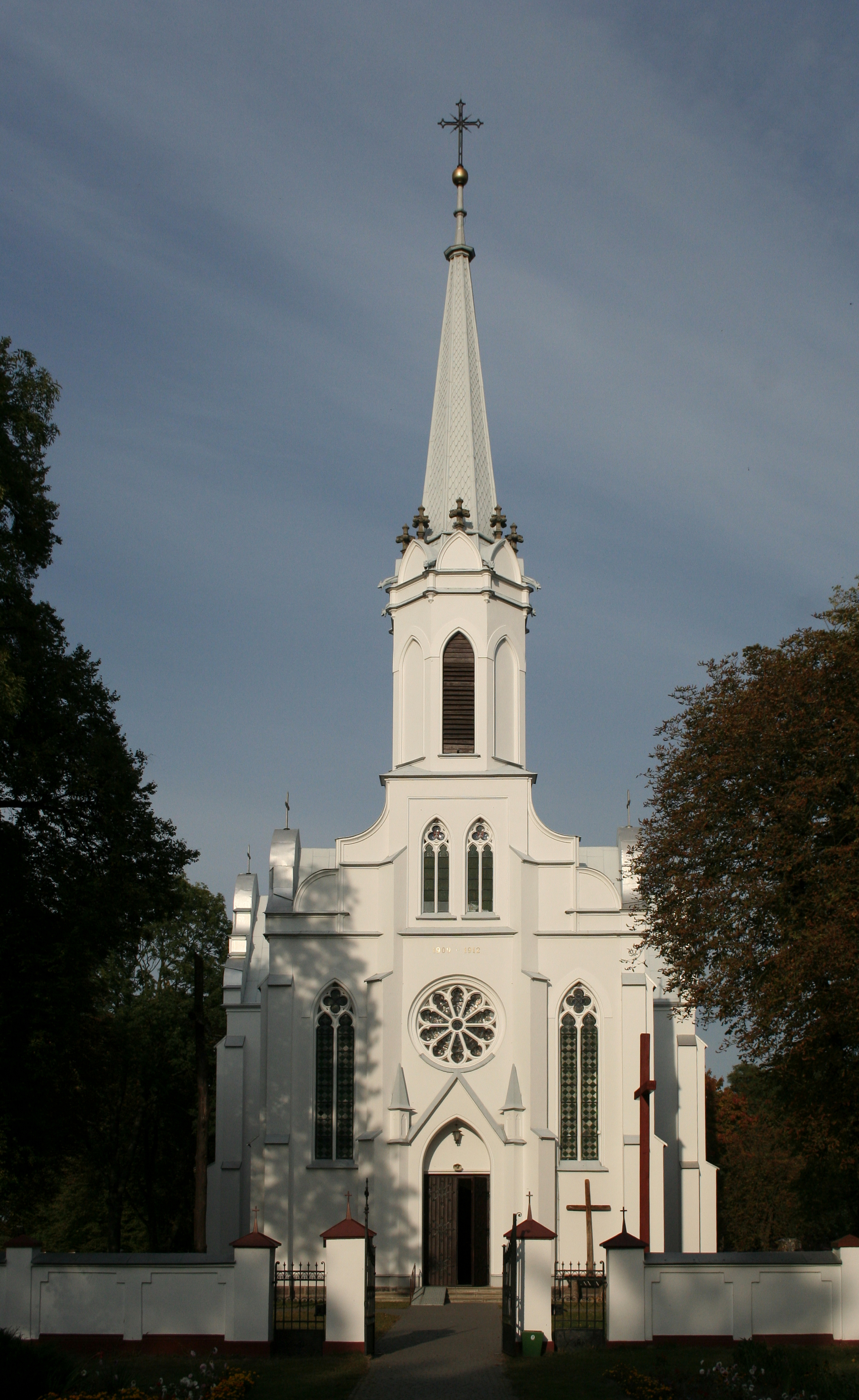
Pfarrkirche (Fassade)
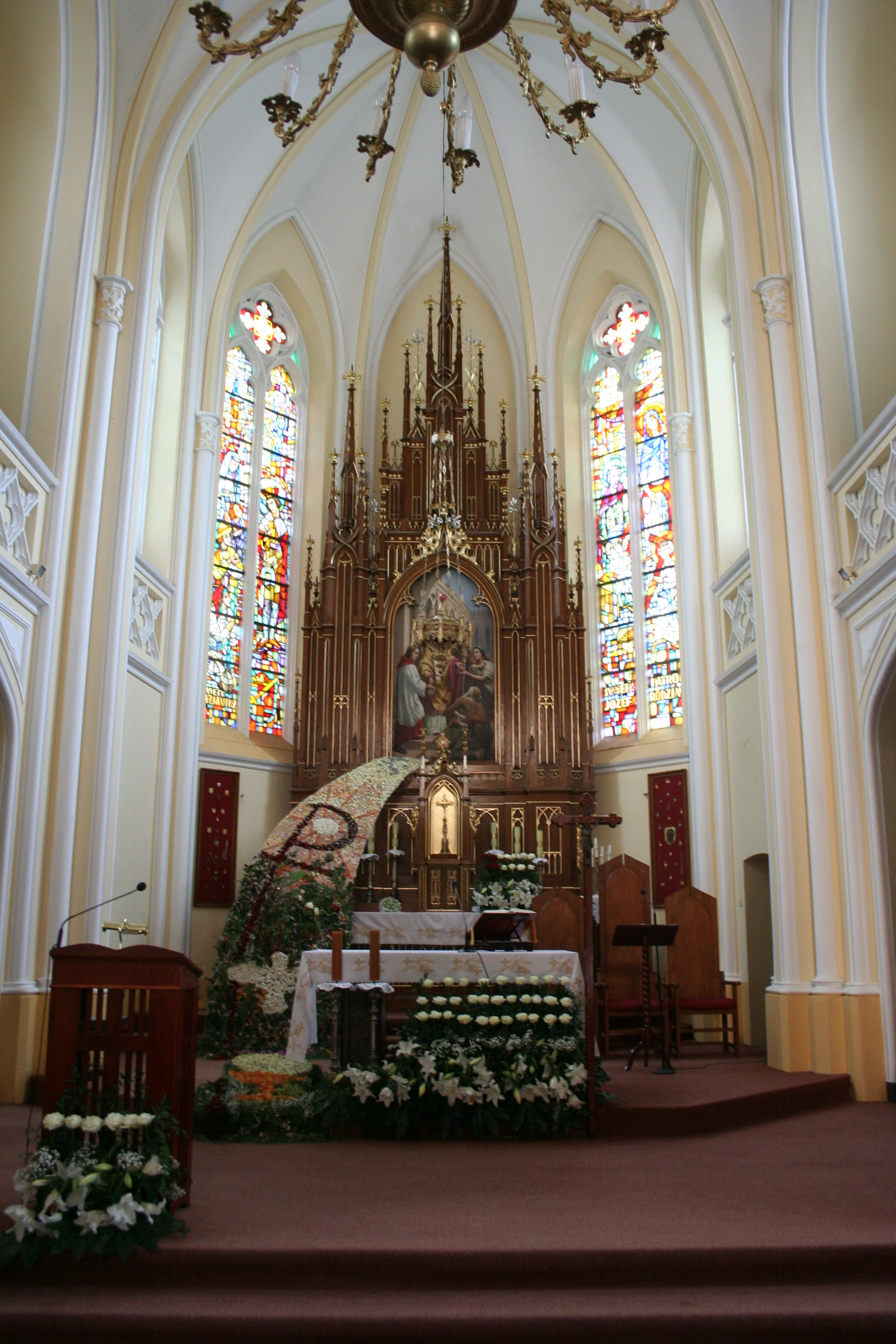
PfarrKirche (Chorraum)
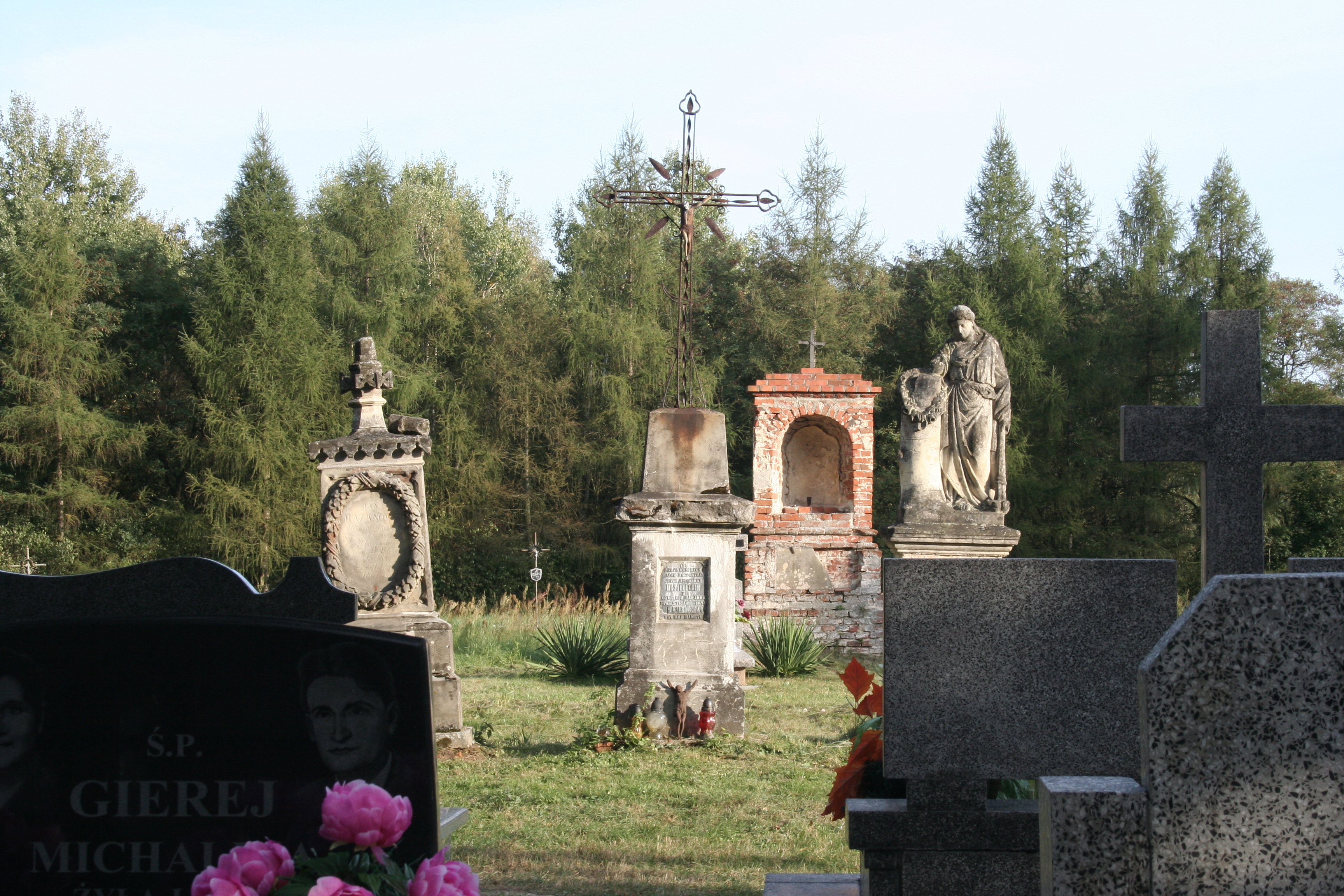
Alte Grabsteine